# Fets de Montejurra
Els Fets de Montejurra van tenir lloc el 9 de maig de 1976, en els inicis de la transició democràtica espanyola, en el marc de les multitudinàries concentracions anuals que des del 1939 els carlins seguidors del pretendent reial Xavier de Borbó realitzaven al turó de Montejurra (Navarra).
Durant els actes va tenir lloc un atemptat terrorista contra el Partit Carlí, d'esquerra socialista, que liderava el pretendent carlí Carles Hug de Borbó i Parma. L'agressió terrorista va ser organitzada conjuntament pel franquisme polític que encara controlava els ressorts de l'Estat, segons confessió del general José Antonio Sáenz de Santamaría Tinturé, i els sectors ultradretans carlins agrupats entorn de Sixte Enric de Borbó i Parma, germà de Carles Hug i enfrontat a ell.
En els successos de Montejurra van prendre part també terroristes neofeixistes italians i argentins. En els incidents van morir dues persones participants en els actes del Partit Carlí (Ricardo García Pellejero i Aniano Jiménez Santos) i va haver-hi diversos ferits. L'any 2003 els morts van ser reconeguts oficialment com a «Víctimes del Terrorisme» per l'Audiència Nacional espanyola.

## Antecedents
Després del Decret d'Unificació promulgat per Franco el 1937, que oficialment integrava a falangistes i tradicionalistes en el partit únic FET y de las JONS, es va produir un gran malestar a les files de carlisme, que es va aguditzar després del final de la Guerra Civil espanyola. De fet els partidaris de Xavier de Borbó i Parma, nomenat regent després de la mort del pretendent carlí Alfons Carles I, no van acceptar la Unificació i van prosseguir la seva actuació política al marge del franquisme, des de posicions tradicionalistes i integristes. Ja en 1937 Xavier de Borbó i Parma va declarar expulsats del partit polític Comunió Tradicionalista als qui havien acceptat la Unificació.
Al marge del franquisme va iniciar-se en alguns sectors estudiantils de l'Agrupació d'Estudiants Tradicionalistes (AET) en els anys 1950, concretament a partir del Manifest de la Joventut Carlina de Navarra de 1956, un procés d'evolució cap a posicions progressistes, molt influenciat pel Concili Vaticà II. Aquesta procés va culminar amb l'adopció del socialisme autogestionari, formulat a principis dels anys 70, després de l'elecció de Joan Carles de Borbó com a successor de Franco el 1969. El 1975, Javier de Borbó-Parma va abdicar en el seu fill Carles Hug, que el 1966 ja s'havia definit com a «socialista» i en el qual en 1972 ja havia delegat la direcció del refundat Partit Carlí. Alguns dels carlins tradicionalistes oposats a Carles Hug van a connectar llavors amb Sixt Enric, el germà petit de Carles Hug.
Segons alguns autors l'evolució ideològica va ser un dels factors que va produir el retraïment progressiu de la base popular carlina, que no sabia a què atenir-se. Els nombre de participants en la concentració anual de Montejurra (Via Crucis instituït en memòria dels requetès morts en la Guerra Civil, al qual des de la dècada de 1950 el seguia un acte polític), segons Francisco Javier Caspistegui va baixar de gairebé 100.000 en la dècada de 1960 a uns 5.000 a inicis dels anys 70.
En un ambient de gran crispació política, el Partit Carlí va convocar la pujada anual a Montejurra, des del monestir d'Iratxe, amb el lema Una cita per al poble. Van ser-hi convidats una vintena de partits i organitzacions polítiques de Coordinació Democràtica (PCE, PSUC, PTE, ORT, MC, PSP, PSOE, etc.)

## El complot
Des dels sectors ultradretans del carlisme, agrupats al voltant de Sixte de Borbó-Parma, germà del pretendent Carles Hug, es pretenia neutralitzar la facció esquerrana del carlisme. El complot fou organitzat pels aparells de seguretat de l'Estat, a través de l'anomenada Operació Reconquista. El general de la Guàrdia Civil José Antonio Sáenz de Santamaría, aleshores cap de l'Estat Major de la Guàrdia Civil i persona molt rellevant durant la Transició, abans de morir, va revelar que va ser el mateix Estat qui, davant l'evolució del carlisme, va tractar de crear un "contrapoder" al voltant de la figura de Sixte de Borbó, per mitjà del servei d'intel·ligència SECED, creat per Luis Carrero Blanco (substituït en 1977 pel CESID, actual CNI).
L'Operació Reconquista comptava amb les benediccions dels estaments superiors incloent Fraga (ministre de Governació) i Arias Navarro (president del Govern). El grup de Sixte de Borbó també rebia suport d'alts càrrecs del règim com Antonio María de Oriol y Urquijo, llavors president del Consell d'Estat; el general Ángel Campano, director de la Guàrdia Civil (en el despatx de la qual es va gestar l'operació); José María Araluce Villar, president de la Diputació de Guipúscoa, i José Ruiz de Gordoa, governador civil de Navarra:
| « | Per la seva banda, el general Sáenz de Santamaría, qui era aleshores cap de l'Estat Major de la Guàrdia Civil, va afirmar que el Seced havia facilitat als mercenaris estrangers gran quantitat de bastons per a agredir als carlins i que «el finançament de l'operació va anar a càrrec de senyor Oriol Urquijo». Els mercenaris van participar en els incidents produïts en la part baixa del turó, on va morir Aniano Jiménez per trets realitzats per José Luis Marín García-Verde, conegut com l'home de la gavardina. Els trets de metralladora que van provocar la mort de Ricardo García Pellejero i van ferir a diversos carlins en el cim del turó van ser efectuats per ciutadans espanyols, simpatitzants de Comunió Tradicionalista. | » |

Es va decidir que un nodrit grup de membres de la facció ultradretana del carlisme, la nova Comunió Tradicionalista fundada el 1975, membres de Guerrillers de Crist Rei, falangistes, militants d'Unió Nacional Espanyola (UNE) -el partit de Fernández de la Mora- i un escamot integrat per més de 20 mercenaris italians i argentins d'ideologia ultra -com ara Stefano Delle Chiaie, Giuseppe Calzona, Augusto Cauchi i Mario Ricci- acudissin al romiatge i ataquessin els participants. En aquest darrer grup paramilitar també s'hi trobava el francès Jean-Pierre Cherid, qui moriria el 1984 en una acció dels GAL quan col·locava una bomba en els baixos del vehicle d'un dirigent etarra. Uns dies abans, el governador civil de Navarra, José Ruiz de Gordoa, va reservar 20 habitacions a l'hotel Irache d'Estella, perquè s'hi allotgessin Sixte de Borbó i la seva escorta.

## Els incidents
Els incidents van tenir lloc primer en la part baixa del turó. Aquí els participants del romiatge van ser atacats amb pedres i altres objectes contundents, sent aquí on van prendre part fonamentalment els mercenaris. L'agressió va culminar amb un tret efectuat pel militar José Luis Marín García-Verde, conegut com "l'home de la gavardina"; fou ferit Aniano Jiménez Santos, que moriria uns dies després.
Posteriorment van esdevenir nous incidents en el cim, quan els agressors van tractar d'impedir-hi l'accés als seguidors de Carles Hug. Marín García-Verde, juntament amb altres participants en l'agressió, ciutadans espanyols, simpatitzants de Comunió Tradicionalista, van causar la mort de Ricardo García Pellejero i van ferir diversos carlins amb trets d'arma curta. Aquests crims es van executar en presència i amb la col·laboració de les forces de seguretat, sense que fossin detinguts els autors ni requisades les armes emprades. Aquests actes terroristes han estat relacionats amb l'Operació Gladio i amb la trama de terrorisme d'Estat que posteriorment originaria els GAL. Rodolfo Eduardo Almirón, ex membre de la Triple A argentina que posteriorment seria cap de seguretat d'Aliança Popular i guardaespatlles personal de Manuel Fraga durant els últims anys de la dècada de 1970 i primers de la dècada de 1980, i Stefano Delle Chiaie, terrorista d'ultradreta italià amb vincles amb l'organització anticomunista de l'OTAN, Gladio, hi eren aquell dia a Montejurra.
Segons Josep Carles Clemente, els dos morts eren militants del Partit Carlí. Tanmateix, altres autors, entre ells Bernáldez i Del Burgo, qüestionen que fossin carlins i afirmen que Aniano militava a les Germandats Obreres d'Acció Catòlica i que Ricardo era militant del Moviment Comunista. Un llibre ha dit, però, que després dels Fets de Montejurra, el Moviment Comunista en la seva premsa clandestina i altres mitjans, en solidaritzar-se amb el Partit Carlí, sempre va considerar Ricardo com aliè a la militància comunista. Tot i així, durant el funeral, la mare de Ricardo s'oposà a que el taüt del seu fill portés una boina a sobre, ja que «el seu fill no era carlí». L'historiador Manuel Martorell afirma també que Aniano militava a les Germandats Obreres d'Acció Catòlica, però el defineix igualment com a carlí.

## Conseqüències
En un acte del Partit Carlí celebrat a Arbona, Xavier de Borbó i Parma intervindria públicament davant la premsa i davant d'uns cinc-cents militants carlins per reclamar que els assassinats no quedessin impunes.
Arran dels incidents, Sixte de Borbó va ser expulsat d'Espanya, sense que se li prengués declaració judicial. Posteriorment, i a requeriment de tercers i de l'acusació gestionada pel Partit Carlista, van ser detingudes algunes persones acusades d'homicidi. La investigació va acabar en el Tribunal d'Ordre Públic, el jutge del qual la va tancar el 4 de gener de 1977 amb el processament de tres persones: José Luis Marín García-Verde, com a responsable dels assassinats, Arturo Márquez de Prado i Francisco Carrera, com a dirigents de l'acció violenta.
Els advocats de l'acusació no van assolir que atestés Manuel Fraga, ministre de la Governació i que el dia dels successos es trobava en viatge oficial a Veneçuela (quan va tornar, manifestaria que els incidents no havien estat més que una «baralla entre germans»). No obstant això, a aquests crims els va ser aplicada la Llei d'Amnistia espanyola de 1977, i els acusats, sense haver estat jutjats, van ser alliberats, en quedar extinta la seva responsabilitat penal.
En sentència de l'Audiència Nacional espanyola de 5 de novembre de 2003 es va reconèixer els dos assassinats com a «víctimes del terrorisme», remetent-se a la Sentència dictada pel Tribunal Suprem espanyol de 3 de juliol de 1978, i fou lliurada a una de les seves vídues la «Medalla d'Or» de Navarra.